# Marvel Super Heroes in War of the Gems
Marvel Super Heroes in War of the Gems est un jeu vidéo de plates-formes/beat them all développé et édité par Capcom en 1996 sur Super Nintendo.